# ČKD-Praga

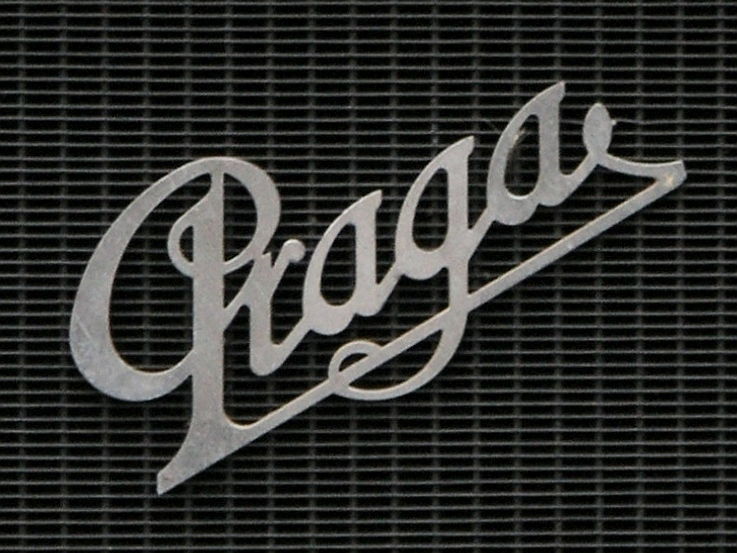
Logo de la société Praga.

Českomoravská-Kolben-Daněk est un groupe industriel de la région de Prague constitué en 1927 en Tchécoslovaquie par un regroupement de trois entreprises de mécanique industrielle et automobile.

## Blindés

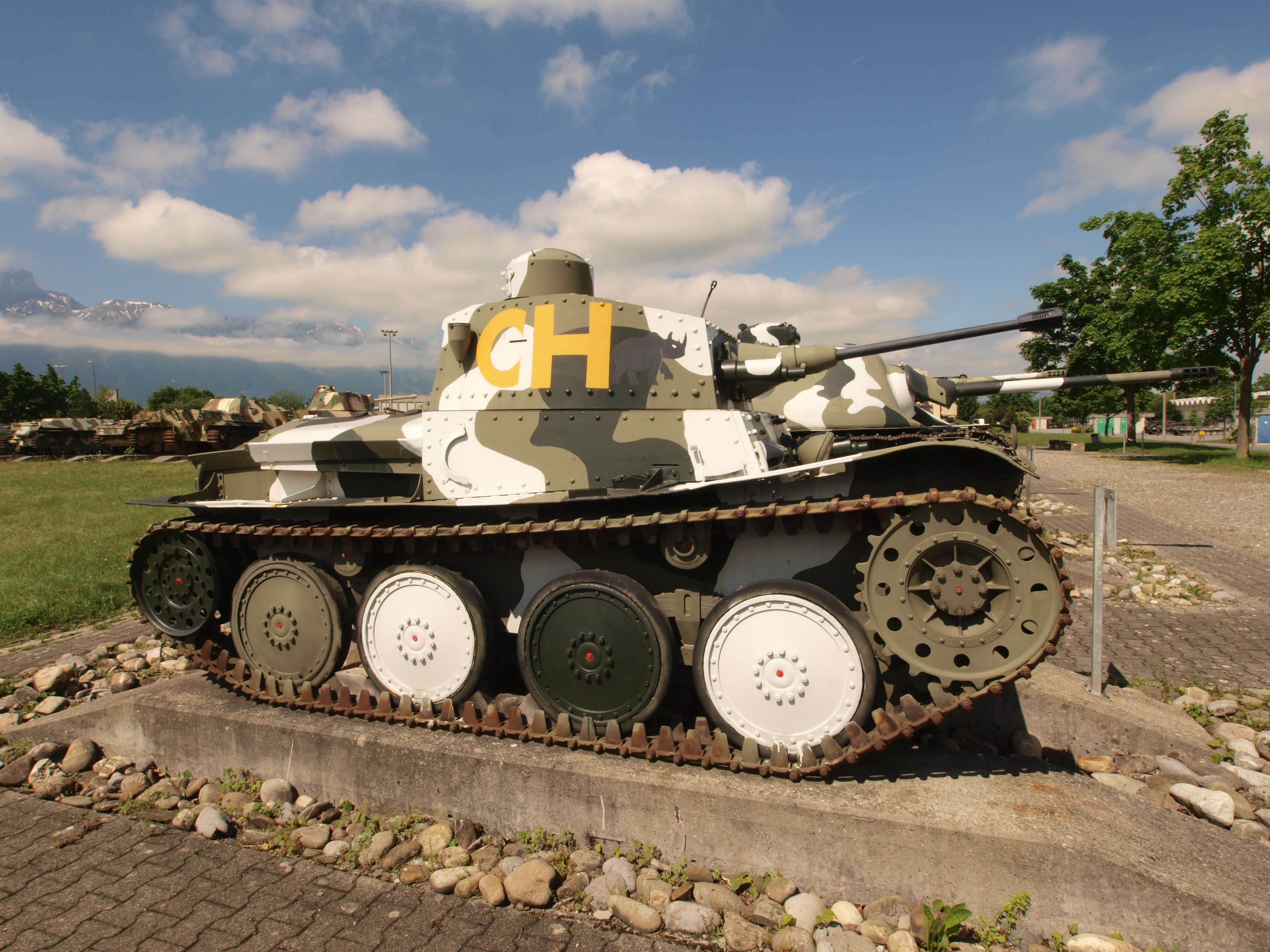
Un ČKD-Praga LT-H de l'armée suisse dans un musée.

Il produit entre autres les véhicules blindés suivant :
- le char léger ČKD-Praga LT-H (de), désignation allemande comme Beutepanzer : Panzerkampfwagen 39(t).
- la chenillette Praga T-33 (de), employée comme transporteur blindé et tracteur.
- le M53/59 Praga (en), un système de DCA autopropulsé.

## Un département aviation

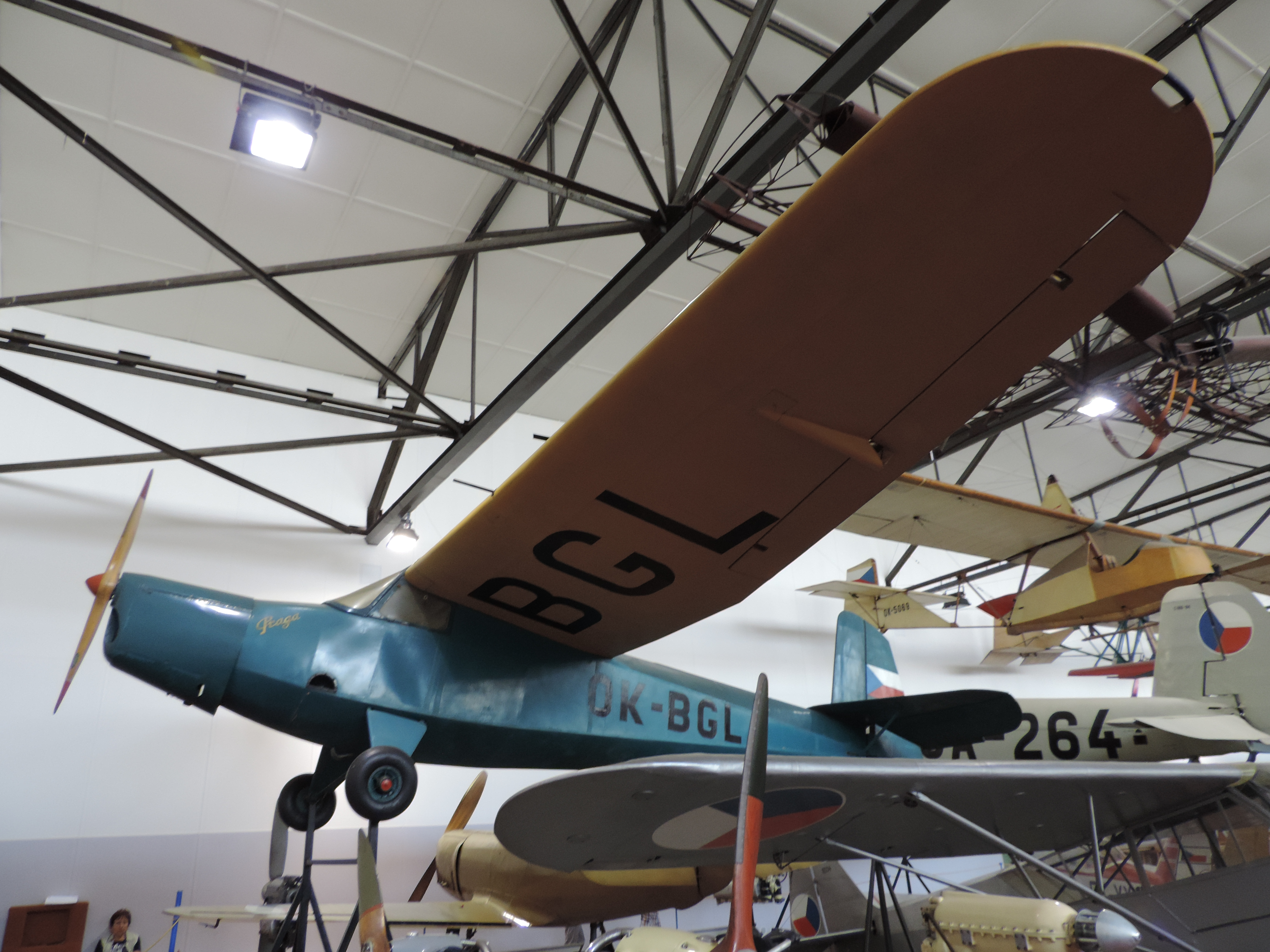
Un avion d’entrainement E-114 dans un musée.

En 1930, ČKD-Praga ajouta à ses activités un département aéronautique avec l’arrivée de Pavel Beneš et Miroslav Hajn après le rachat de la firme Avia par le groupe Škoda Holding. Leur première réalisation chez ČKD-Praga fut  le Praga E-39 (en), appareil d’entrainement militaire dont une série de 139 exemplaires fut construite. Les appareils suivants ne furent pas des succès et l’association Beneš/ Hajn datant de 1919 fut rompue en 1934. Ils furent remplacés à la tête du bureau d’études de ČKD-Praga par Jaroslav Šlechta dont le Praga E-114 Air Baby est un succès commercial. Cet avion fut construit sous licence en Grande-Bretagne.
ČKD-Praga abandonna la construction aéronautique peu après la fin de la Seconde Guerre mondiale après l’échec de la commercialisation du Praga E-55.
Parmi les réalisations de ČKD-Praga dans le domaine aéronautique, citons les appareils suivants :
- Praga E-36
- Praga E-39 (en)
- Praga E-40
- Praga E-41 et Praga E-141
- Praga BH-44 (E-44) et Praga E-45
- Praga E-51
- Praga E-55
- Praga E-114 et Praga E-115
- Praga E-210, Praga E-211 et Praga E212
- Praga E-214
- Praga E-241